# Nikolaus Joseph von Jacquin
O barão Nikolaus Joseph Freiherr von Jacquin (Leiden, 16 de fevereiro de 1727 – Viena , 24 de outubro de 1817) foi um botânico holandês do século XVIII.

## Biografia
Estudou num colégio jesuíta em Anvers. Posteriormente, retornou a Leiden  para estudar medicina e botânica na Universidade de Leiden, onde influenciado pelo seu professor Adrian van Royen (1704-1779), iniciou seu interesse pela botânica. Foi para Paris, onde continuou seus estudos em medicina entre 1750 e 1752. Em Paris, conheceu os irmãos botânicos  Bernard de Jussieu (1699-1777) e Antoine de Jussieu (1686-1758) cujas palestras aumentaram o sei fascínio pela botânica.
Foi para Viena, onde a convite da imperatriz Maria Teresa da Áustria (1717-1780) assumiu o posto de médico Imperial da Corte Austríaca e professor de medicina. A convite do imperador Francisco I da Áustria (1768-1835) participou, como botânico, de uma expedição científica ao Caribe e à América Central, de 1754 a 1759. Desta expedição trouxe uma importante coleção de plantas, de animais e de minerais. Várias destas espécies vegetais foram plantadas nos jardins do Palácio de Schönbrunn. Em 1762 tornou-se professor de mineralogia e de técnicas de minas da Academia de Minas de Schemnitz. Em 1768 assumiu a cadeira de professor de botânica e química da Universidade de Viena e passou a dirigir o jardim botânico da instituição, e em 1809 tornou-se reitor desta universidade.
Jacquin foi eleito membro da Royal Society em 1788 e membro associado da Académie des Sciences em 1804.
Jacquin se aposentou em 1797 e obteve o título de barão em 1806.
Carl von Linné (1707-1778) lhe dedicou o gênero Jacquinia, um grupo de orquídeas epífitas encontradas na América Central e parte da América do Sul. Seu nome também esta associado as seguintes espécies:
- Juncus jacquini L
- Oxytropis jacquini Bunge
- Reseda jacquini Rchb.

## Obras
- Enumeratio systematica plantarum (1760)[1]
- Enumeratio Stirpium Plerarumque (1762)
- Selectarum Stirpium Americanarum (1763)[2]
- Observationum Botanicarum (part 1 1764, part 2 1767, part 3 1768, part 4 1771)
- Hortus Botanicus Vindobonensis (3 volumes, 1770–1776)[3]
- Florae Austriacae (5 volumes, 1773–1778)[4]
- Icones Plantarum Rariorum (3 volumes, 1781–1793)[5]
- Plantarum Rariorum Horti Caesarei Schoenbrunnensis (4 volumes, 1797–1804)[6]
- Fragmenta Botanica 1804–1809 (1809)[7]
- Nicolai Josephi Jacquin collectaneorum supplementum ...
- Oxalis :Monographia iconibus illustrata
- Dreyhundert auserlesene amerikanische Gewächse nach linneischer Ordnung (com Zorn, Johannes)
- Nikolaus Joseph Edlen von Jacquin's Anfangsgründe der medicinisch-practischen Chymie: zum Gebrauche seiner Vorlesungen . Wappler, Wien 1783 online Universidade e Biblioteca Estadual de Düsseldorf
- Nikolaus Joseph Edlen von Jacquin's Anfangsgründe der medicinisch-practischen Chymie: zum Gebrauche seiner Vorlesungen . Wappler, Wien 2. Aufl. 1785 online Universidade e Biblioteca Estadual de Düsseldorf